# ساتو ماکلا-نوملا
ساتو ماکلا-نوملا (انگلیسی: Satu Mäkelä-Nummela؛ زادهٔ ۲۶ اکتبر ۱۹۷۰) تیرانداز اهل فنلاند بود.